# Jean Touzet du Vigier
Jean Louis Alain Touzet du Vigier (Chambéry, 10 ottobre 1888 – Parigi, 16 agosto 1980) è stato un generale francese.
Ufficiale di cavalleria durante la prima guerra mondiale, tra le due guerre, si fece promotore, accanto al colonnello Charles de Gaulle di un profondo processo di innovazione dell'esercito francese, favorendo la motorizzazione e la trasformazione della cavalleria in forza meccanizzata.
Nel 1940 durante la disastrosa campagna di Francia era al comando del 2e Régiment de Cuirassiers, un reggimento di carri armati, inquadrato nella 3e division légère mécanisée, e prese parte alle prime battaglie; in seguito passò al comando di una brigata leggere motorizzata fino alla sconfitta della Francia.
Touzet du Vigier organizzò la resistenza contro la Germania all'interno dell'esercito dell'armistizio rimasto fedele al regime di Vichy, e, al momento dello sbarco anglo-americano in Nord Africa, entrò nel nuovo esercito francese riunificato dal generale Henri Giraud dove, considerato uno dei più esperti generali francesi di guerra meccanizzata, prese il comando della nuova 1re division blindée in fase di costituzione nella primavera 1943 con il nuovo materiale fornito dagli Stati Uniti.
Con la sua divisione blindata prese parte, alle dipendenze della 1ª Armata francese, allo sbarco in Provenza e alla liberazione della Francia meridionale, conseguendo numerosi successi alla testa dei suoi reparti di carri. Nel dicembre 1944 gli venne assegnata dal generale de Gaulle la missione di organizzare la difesa di Strasburgo in caso di offensiva tedesca.
Dopo la guerra Touzet du Vigier continuò la sua carriera raggiungendo il grado di generale di corpo d'armata.

## Biografia

### Gli inizi
Jean Touzet du Vigier si arruolò volontario per quattro anni nell'ottobre 1910 per poter essere successivamente ammesso alla École spéciale militaire de Saint-Cyr. Respinto tuttavia dopo le visite mediche, du Vigier venne assegnato all'arma di fanteria e raggiunse il 33º reggimento di fanteria di Arras, nel quale militava anche Charles de Gaulle sotto il comando del colonnello Philippe Pétain. Fu necessario l'intervento di Alexandre Millerand, ministro della Guerra e amico di famiglia per far superare le visite mediche a du Vigier e consentirgli in questo modo di passare dalla fanteria alla cavalleria.
Il giovane venne quindi ammesso l'11 ottobre 1913, con il grado di aspirant, alla École spéciale militaire de Saint-Cyr e ne uscì 135° sui 2.491 allievi; la sua prima assegnazione dopo la promozione fu il 9º reggimento di corazzieri di Noyon.

### Prima guerra mondiale
Allo scoppio della prima guerra mondiale, du Vigier era sottotenente. Inserito nel corpo di cavalleria nel 2º reggimento corazzieri, effettuò numerose missioni pericolose tra cui una che egli narrò nel libro intitolato 5 jours de reconnaissance dans les lignes allemandes, pubblicato nella rivista dell'arma di cavalleria nel 1929. in questa occasione du Vigier aveva attraversato le linee tedesche con un piccolo gruppo di corazzieri per raccogliere informazioni sui movimenti avversari alla vigilia della prima battaglia della Marna. Questo racconto gli guadagnò una certa notorietà all'interno della cavalleria nel periodo tra le due guerre.
Touzet du Vigier terminò la Grande Guerra con il grado di capitano, combattendo nelle trincee con la fanteria, dopo la trasformazione dei reggimenti corazzieri in truppe appiedate.

### Tra le due guerre mondiali
Dopo la fine della guerra, Touzet du Vigier venne assegnato per breve tempo al 2e Régiment de Chasseurs d'Afrique in Marocco, quindi venne nominato istruttore alla Scuola militare d'applicazione di cavalleria e del traino a Saumur.
Richiesto dal generale Niessel, egli venne inviato in Polonia per far parte della missione militare francese dove rimase dal 2 dicembre 1920 al 15 aprile 1922 alternando corsi di addestramento di cavalleria con l'attività amministrativa nello stesso ufficio e sotto la direzione del comandante di battaglione Charles de Gaulle.
Promosso capitano a titolo definitivo il 23 dicembre 1921, du Vigier raggiunse il 6 maggio 1922 il 18e Régiment de Chasseurs in preparazione della Scuola superiore di guerra dove venne integrato, senza grandi risultati, il 19 ottobre 1922. Assegnato allo stato maggiore del 1º corpo d'armata nel novembre 1925 come osservatore e il 25 ottobre 1927 come membro effettivo, sembrò che du Vigier fosse destinato a svolgere solo un servizio burocratico negli stati maggiori del governo militare di Parigi e poi della regione parigina; la sua carriera sembrava compromessa. Egli tuttavia iniziò a sostenere fortemente posizioni favorevoli alla motorizzazione dell'arma di cavalleria e in questo modo riuscì a mettersi in evidenza all'interno della dirigenza militare francese.
Touzet du Vigier quindi venne reintegrato alla Scuola di cavalleria di Saumur il 20 agosto 1931 e nei suoi corsi e conferenze poté esprimere le sue posizioni contrarie alla cavalleria a cavallo. Capo squadrone il 25 dicembre 1932, raggiunse il 1º settembre 1934 a Reims il 18e régiment de dragons dove furono poste le basi del futuro della cavalleria francese e dove venne pianificata e programmata la nuova 1re division légère mécanique, la prima grande unità meccanizzata dell'Armée. Du Vigier moltiplicò le conferenze interarmi e suscitò l'interesse del suo auditorio con le sue posizioni eterodosse; il 5 ottobre 1936 venne quindi chiamato a far parte dello stato maggiore particolare del "Centro di studi tattici interarmi" di Versailles. In questo centro di studi avanzati, dove du Vigier divenne il capo della sezione di cavalleria, venivano svolte esperienze sui nuovi materiali, e sulle tattiche della cavalleria tendenti a dimostrare sui campi di manovra di Mourmelon-le-Grand e di Valdahon, che l'avvenire della cavalleria risiedeva nei mezzi blindati.

### La seconda guerra mondiale

#### I combattimenti del 1940
Tenente colonnello il 25 dicembre 1938, du Vigier al momento della mobilitazione del settembre 1939 entrò in un primo tempo a far parte dello stato maggiore del Corpo di Cavalleria del generale René Prioux quindi venne trasferito al Centre d'Organisation Mécanique de la Cavalerie a Fontevrault dove era in costituzione la 3e division légère mécanique; egli il 1º gennaio 1940 prese il comando di uno dei reggimenti da combattimento di questa grande unità, il 2e régiment de cuirassiers. equipaggiato con carri leggeri Hotchkiss H39 e carri media SOMUA S35. Ufficiale ormai molto esperto nel campo della guerra meccanizzata, du Vigier controllò la formazione del suo reparto che a partire dall'inizio del Fall Gelb guidò in Belgio nei quadri del Corpo di Cavalleria, prendendo parte alla duro scontro con i panzer tedeschi nella battaglia di Hannut. Costretto alla ritirata insieme al resto delle forze alleate, si imbarcò al termine della battaglia di Dunkerque insieme agli specialisti dell'arma di cavalleria e con i resti 3e division légère mécanique.
Dopo l'evacuazione e il ritorno in Francia, venne nominato comandante della 5e Brigade Légère Mécanique e partecipò ai combattimenti finali della campagna di Francia che egli avrebbe definito i "combats pour l'honneur", ripiegando con i suoi soldati dalla Loira fino alla Dordogna dove egli venne a conoscenza della conclusione dell'Armistizio.
Dopo la fine della campagna, venne nominato, per la sua esperienza della cavalleria, capo di stato maggiore del generale Robert Petiet, incaricato della riorganizzazione dell'arma di cavalleria al fine di ridurre il numero delle unità in conformità con la convenzione di armistizio.

#### Resistenza all'interno dell'esercito
Nominato responsabile del 3° ufficio del capo di stato maggiore dell'esercito il 17 novembre 1940, du Vigier si impegnò a ricostruire sul piano operativo le possibilità di una rivincita della Francia. Promosso colonnello il 25 dicembre 1940, egli, in collaborazione con altri bureau, preparò un sistema di pianificazione della mobilitazione a partire da indicatori demografici, creando così un'armata fittizia che avrebbe potuto essere reclutata al momento opportuno e affiancata all'esercito dell'armistizio. Touzet du Vigier si occupò anche dimigliorare l'equipaggiamento e le capacità di combattimento delle truppe che peraltro era destinate solo al mantenimento dell'ordine. Per armare adeguatamente queste due armate in caso in cui fossero state destinate a riprendere la guerra, du Vigier contribuì alla creazione di depositi clandestini di armi, che passeranno all'organizzazione della resistenza dell'esercito e poi alla "Armata segreta" dopo l'invasione tedesca della cosiddetta "zona libera".
Il 25 gennaio 1942 venne assegnato al comando della 2ª brigata di cavalleria di Algeri ed alla subdivisione di Mascara. Come altri capi promettenti, delusi dall'arrivo del generale Eugène Bridoux alla testa del ministero della Difesa nazionale, du Vigier venne trasferito all'Armée d'Afrique affinché questo esercito possa riprendere il combattimento nel momento giusto, senza suscitare una reazione diretta della Germania. Con i mezzi corazzati che erano stati nascosti in Nord Africa venne costituita una Brigade Légère Mécanique di cui du Vigier prese il comando l'8 novembre 1942, il giorno del riuscito sbarco anglo-americano in Algeria e Marocco. Il compito assegnato alla formazione meccanizzata, inquadrata nel 19º corpo d'armata del generale Louis Koeltz, consisteva nel mantenere il possesso della dorsale tunisina in attesa dell'arrivo delle truppe alleate in fase di organizzazione dopo lo sbarco.

#### Al comando della 1re division blindée

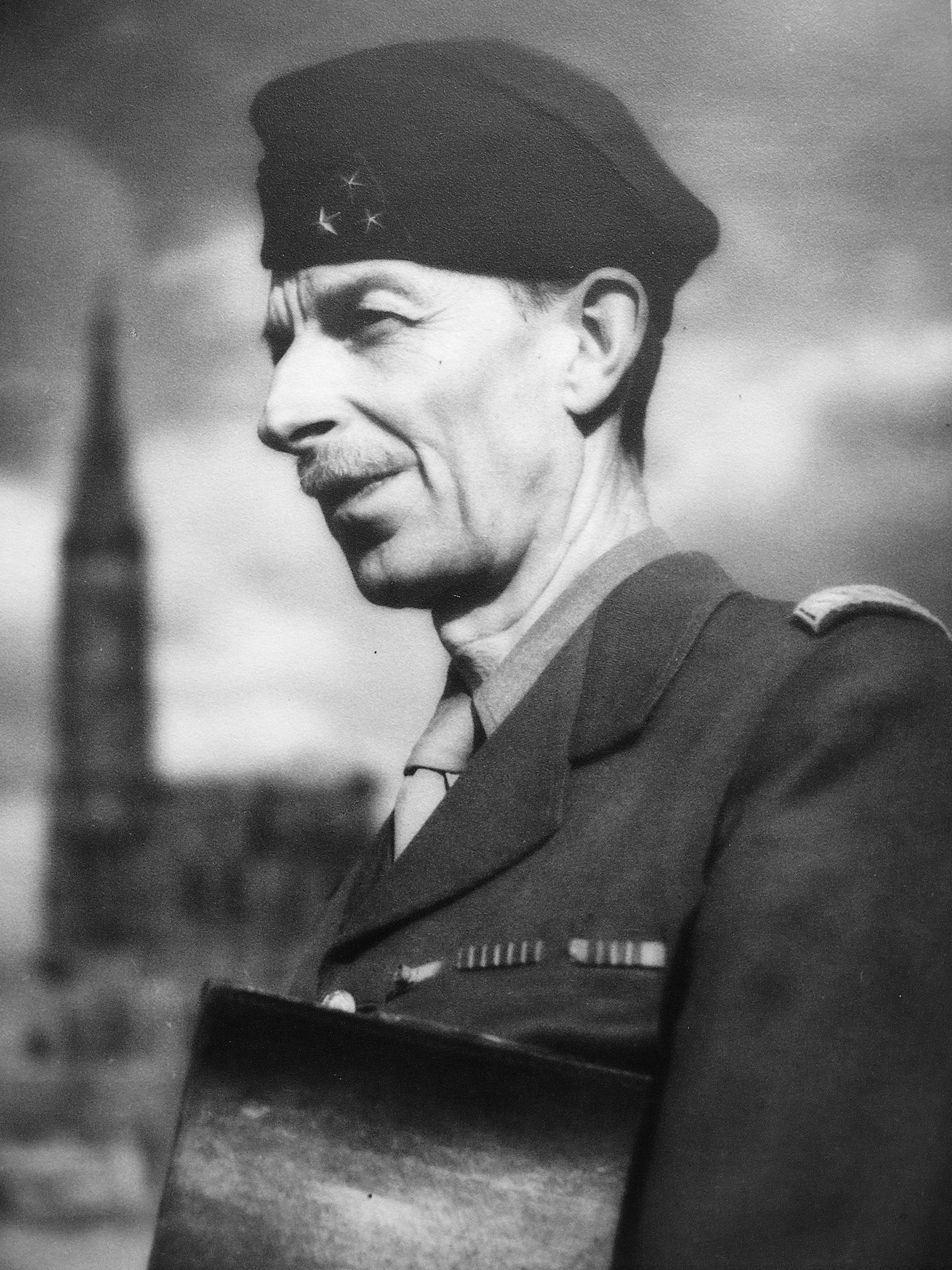
Touzet du Vigier venne nominato l'8 gennaio 1945 governatore militare di Strasburgo.

Promosso temporaneamente generale di brigata il 25 dicembre 1942, du Vigier prese il comando il 28 gennaio 1943 della 1re division blindée, una delle nuove formazioni dell'esercito francese riunificato in corso di organizzazione in Nord Africa per prendere parte alla liberazione della madrepatria. La divisione corazzata venne costituita seguendo lo schema organizzativo dell'esercito degli Stati Uniti e venne equipaggiata con il moderno materiale americano. Touzet du Vigier avrebbe comandato la 1re DB, a cui diede l'insegna della Croix de Saint-Louis, durante la campagna in Europa alle dipendenze della 1ª Armata francese del generale Jean de Lattre de Tassigny.
Touzet du Vigier svolse un importante lavoro organizzativo nel suo quartier generale di Mascara dove ebbe modo di incontrare il suo antico subordinato della scuola di cavalleria, generale Philippe Leclerc, con il quale discusse a lungo sui problemi sorti dall'amalgama tra i combattenti gaullisti della Francia libera e i soldati dell'Armata d'Africa in precedenza fedeli al Regime di Vichy.
Il 15 agosto 1944 la 1re DB agli ordini di Touzet du Vigier partecipò insieme a tre divisioni di fanteria americane allo sbarco in Provenza. I carri armati francesi risalirono in seguito la valle del Rodano e presero parte a duri combattimenti; la 1re DB di du Vigier, provenendo da sud, si congiunse a Épinal il 23 settembre 1944 con la 2e division blindée del generale Leclerc che veniva dalla Normandia. Dopo la riuscita avanzata iniziale, Touzet du Vigier guidò soprattutto con grande successo la sua divisione blindata nella campagna d'Alsazia; furono i suoi reparti blindati che in novembre si infiltrarono lungo il confine svizzero, liberarono Mulhouse e aggirarono le difese tedesche passando per Pfetterhouse e Krembs. I reparti di du Vigier furono le prime unità alleate a raggiungere il Reno.
Dopo essere stato promosso a titolo temporaneo generale di divisione fin dal 25 agosto 1943, du Vigier, che aveva ceduto alla fine di dicembre 1944 il comando della 1re division blindée, venne nominato l'8 gennaio 1945 comandante della 10ª regione militare e governatore di Strasburgo con il compito di difendere ad oltranza la città che sembrava minacciata dall'offensiva tedesca iniziata il 31 dicembre 1944, l'operazione Nordwind. A causa degli sviluppi dell'offensiva delle Ardenne e del trasferimento a nord della 3ª Armata del generale George Patton, la 7ª Armata americana non era in grado di difendere da sola il limite settentrionale dell'Alsazia e l'alto comando alleato aveva deciso di ripiegare di fronte agli attacchi tedeschi nel basso Reno. Questa decisione alleata era inaccettabile per il generale de Gaulle che quindi assegnò a du Vigier la missione di assicurare la difesa di Strasburgo.

### Dopo la guerra

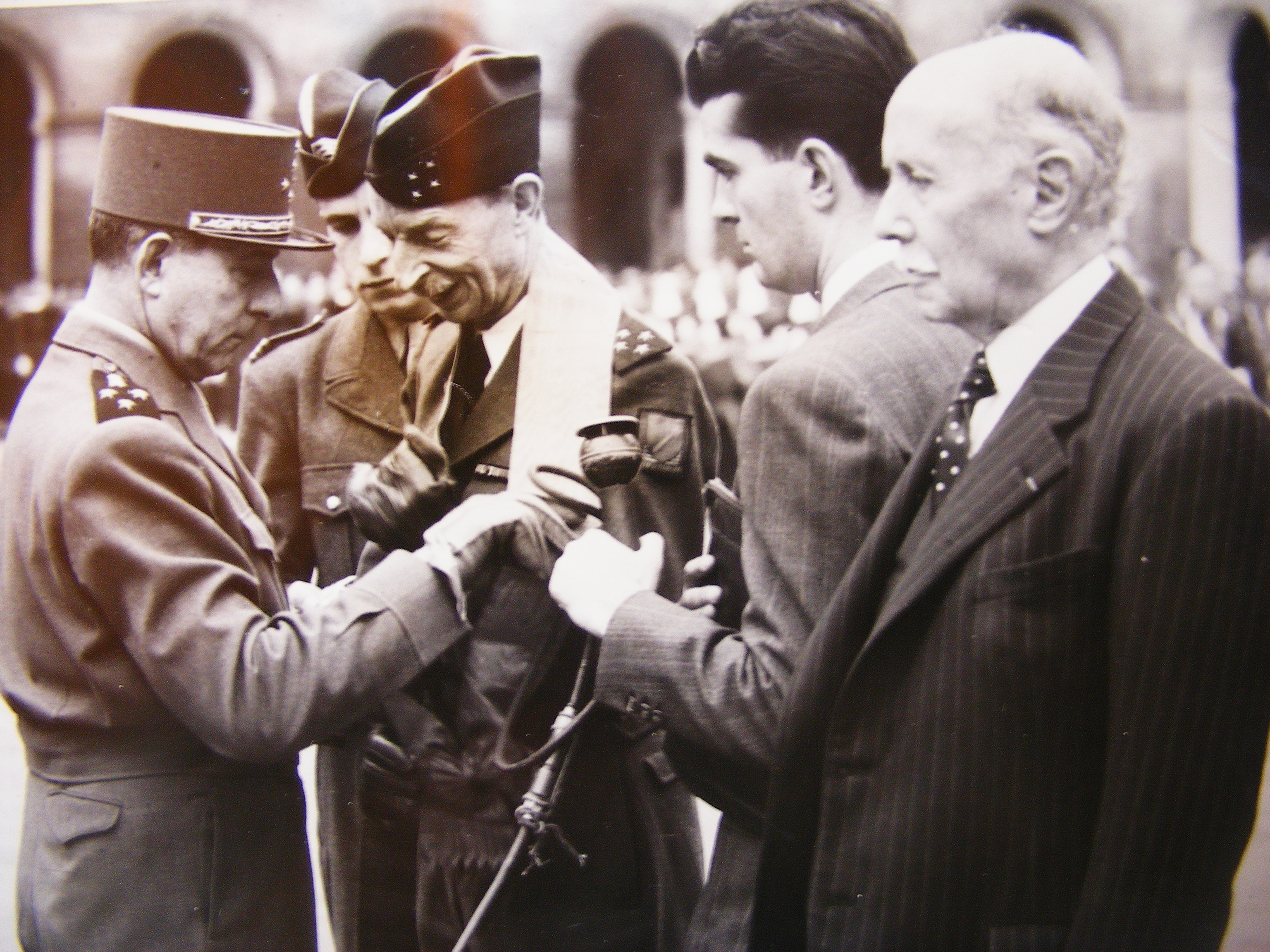
Touzet du Vigier riceve le insegne della gran croce della Légion d'honneur il giorno del suo ritiro dall'esercito

L'operazione Nordwind sferrata dai tedeschi terminò con un fallimento e il grande attacco su Strasburgo non ebbe mai inizio; du Vigier quindi poté difendere con successo la città di cui mantenne il governo militare fino al termine della guerra. Il 25 giugno 1945 venne promosso generale di corpo d'armata e il 26 novembre 1945 divenne capo di stato maggiore dell'Armée con l'importante e gravos incarico di promuovere la riorganizzazione dell'esercito francese.
Nominato il 12 febbraio 1946 aggiunto del generale Jean de Lattre de Tassigny, capo di stato maggiore generale e ispettore dell'Armée de terre, Touzet du Vigier venne mantenuto in attività pur avendo raggiunto i limiti d'età. Membro della Commissione per la riforma dell'esercito e quindi vicepresidente di questa commissione, egli il 10 ottobre 1947 raggiunse il limite d'età stabilito dalla deroga e quindi prese la decisione di ritirarsi nonostante le proposte per rimanere all'interno dell'esercito con promozione.
Durante l'ultima parte della sua vita, du Vigier si dedicò soprattutto a sostenere la modernizzazione della cavalleria, prese parte alla commemorazioni rievocative, divenne presidente di numerose associazioni combattentistiche, tra cui quelle della 1re division blindée e quella della armée du Rhin et Danube, infine presiedette la Union de la cavalerie, de l'arme blindée et des chars.